# Mariano de la Mata
Mariano de la Mata Aparício, O.S.A. ou simplesmente Padre Mariano  (La Puebla de Valdavia, 31 de dezembro de 1905 — São Paulo 5 de abril de 1983), foi um padre hispano-brasileiro da Ordem de Santo Agostinho OSA. Foi beatificado pela Igreja Católica no dia 5 de novembro de 2006.

## Biografia

### Vocação
Nascido na Espanha, Padre Mariano veio ainda jovem para o Brasil, no ano seguinte à sua ordenação. Aportou em Taquaritinga, a 350 km da capital paulista, e começou a trabalhar como vigário paroquial e capelão do colégio da Congregação das Agostinianas Missionárias. Logo após, foi transferido para São José do Rio Preto e, logo após, para São Paulo.
Padre Mariano foi diretor espiritual das “Oficinas de Santa Rita de Cássia”, que são equipes de senhoras que confeccionam, costuram e distribuem enxovais e roupas para os recém-nascidos carentes.
Era conhecido por sua rotina rígida e disciplinada, e pelo seu amor às crianças e pobres.

### Morte
Faleceu vítima de um câncer no abdômen na cidade de São Paulo no dia 5 de abril de 1983. Estava então com 77 anos de idade. Está sepultado na Paróquia Santo Agostinho, situada ao lado do ao lado do Colégio Santo Agostinho, na estação Vergueiro do metrô, São Paulo capital.

## Beatificação
Em 31 de maio de 1997 teve início o processo de pedido de beatificação do sacerdote junto à Congregação para a Causa dos Santos. O processo foi conduzido pelo então cardeal Dom Paulo Evaristo Arns.
O milagre atribuído ao Padre Mariano, aprovado pela Congregação para as Causas dos Santos e pelo Papa Bento XVI para levar adiante a causa de beatificação, ocorreu com o jovem João Paulo Lopes da Silva Polotto, no ano de 1996, que residia então na cidade paulista de Barra Bonita. O menino, então com cinco anos, sofreu um acidente quando soltou-se de sua mãe e atravessou a rua sem um acompanhante. Logo foi atingido por um caminhão, sofrendo fraturas no crânio. Foi internado em estado muito grave, com parada respiratória e hemorragia cerebral. Padres e alunos do Colégio Agostiniano São José, da cidade de São José do Rio Preto, recorreram à intercessão de Padre Mariano, que um dia ali havia exercido seu ministério religioso. Dentro de poucos dias o menino foi visto novamente caminhando e brincando nas ruas da cidade, sem qualquer sequela do acidente. Os médicos não puderam explicar a rápida recuperação.

Com a aprovação deste milagre, Padre Mariano foi beatificado no dia 5 de novembro de 2006. Nisto, o dia de sua memória litúrgica no Brasil é comemorado anualmente em 5 de novembro. A missa de sua beatificação foi realizada na Catedral da Sé na cidade de São Paulo e teve presença de cerca de oito mil fiéis, incluso os membros da família do miraculado João Paulo.